# Amália dos Passos Figueiroa
Amália dos Passos Figueiroa (Porto Alegre, 31 de agosto de 1845 — Porto Alegre, 24 de setembro de 1878) foi uma poetisa e jornalista brasileira do século XIX. 

## Biografia

### Família e juventude
Filha do jornalista português Manuel dos Passos Figueiroa e da rio-grandense Ana Cândida da Rocha, Amália ficou orfã de pai aos quatro anos de idade. A morte do pai, que já tinha setenta anos quando a filha nasceu, deixou marcas de tristeza na criança, que se tornou uma adolescente deprimida e melancólica. Graças a sua delicadeza e sensibilidade, ainda jovem começou a escrever poemas líricos.
Nascida em uma família amante das letras, Amália dos Passos Figueiroa foi irmã da também escritora Revocata dos Passos Figueiroa de Melo e tia materna das intelectuais Julieta de Melo Monteiro e Revocata Heloísa de Melo.

### Viagem ao Rio
Aos vinte e quatro anos, Amália Figueiroa saiu de Porto Alegre pela primeira vez, viajando para o Rio de Janeiro acompanhada do irmão, José, engenheiro e professor da Escola Politécnica da cidade. 
Na Corte Imperial, Amália teve a oportunidade de conviver com mais intelectuais brasileiros, dos quais alguns conheciam seu trabalham na imprensa gaúcha. Encorajada por eles, publicou suas poesias no jornal literário A Luz. Contudo, terminado o trabalho do irmão, Amália teve de regressar à cidade natal. A experiência no Rio de Janeiro fê-la sentir-se feliz, porém sua tristeza voltou à tona com as lembranças do passado. 

### Noivado e o Partenon Literário
Um dia, em um sarau literário na casa de amigos, Amália conheceu o poeta e ourives Carlos Augusto Ferreira, por quem se apaixonou profundamente, tornando-o o centro de sua vida. Poucos meses depois, ocorreu o noivado. Ela passou então a sentir grande inspiração poética, pois pela primeira vez conheceu no íntimo a força do amor que cantava em seus poemas. Foi durante esta época de alegria e romance que Amália Figueiroa se tornou integrante da Sociedade Partenon Literário, publicando suas poesias na Revista da Sociedade e nos jornais porto-alegrenses, as quais foram bem aclamadas pela crítica e pelo público.
A poetisa não ficou limitada a poemas de amor: vivenciando a mobilização cívica durante a Guerra do Paraguai (1864-1870), sentiu que fazia parte de uma pátria que lutava por sua soberania. Além disso, conscientizou-se das injustiças impostas aos escravos negros, engajando-se na campanha pelo abolicionismo do Partenon Literário, e lutou pelos direitos da mulher juntamente com Luciana de Abreu. No ano de 1872, Amália publicou o livro de poemas Crepúsculos, com prefácio de seu mestre Apolinário Porto Alegre.

### Morte
O futuro de Amália lhe parecia muito feliz, até o dia em que D. Pedro II veio visitar Porto Alegre. Uma apresentação artística foi preparada para o imperador e sua esposa, D. Teresa Cristina, no Theatro São Pedro. Após a peça de teatro, seguiu-se com um recital de poesias, e Carlos Ferreira, noivo de Amália, subiu ao palco para declarar um poema em homenagem ao casal imperial. Admirado com o talento do jovem, D. Pedro II quis conhecê-lo pessoalmente e lhe propôs uma viagem de estudos no Rio de Janeiro, custeada pela Corte. Ferreira aceitou prontamente o convite, desistindo do noivado. 
O abandono de Carlos Ferreira foi o segundo choque na vida de Amália — o primeiro foi a morte do pai dela. A poetisa então perdeu a esperança de encontrar novamente felicidade e passou a definhar física e emocionalmente, até chegar a um estado de alienação mental. Faleceu jovem, aos trinta e três anos, vítima de tuberculose.
Em 1882, dois anos após sua morte, foram escolhidos dois poemas de Amália Figueiroa, As Duas Estrelas e Luz, para integrar a coleção Almanaque de Senhoras, editado em Lisboa, Portugal.

## Homenagens
- Amália Figueiroa tornou-se nome de rua em Porto Alegre, no bairro Partenon;
- Tornou-se patrona da cadeira de número 6 da Academia Literária Feminina do Rio Grande do Sul;